# 王曼
王 曼（おう まん）は、前漢の人。字は元卿。王莽の父。王曼の一族は漢の外戚であり、父の王禁は漢の朝廷でも大きな権限を持っていた。魏郡元城県委粟里の出身。

## 略歴
王禁の次男として生まれ、その後、朝廷に入り、兄弟皆で朝廷で大きな権力を持った、功顕君と結婚し、二子を儲けた。しかし、最初の子の王永はすぐに亡くなり、自身も王莽が誕生した直後亡くなる。そのため、兄弟の一族は朝廷で取り立てられ権力をもって華やかな生活を送る中で、王莽の一家のみ権力を持たず陰に置かれ、王莽だけが親戚とは別に不遇な日々を送るという皮肉な結果をもたらした。